# Albert Cazenave
Pour les articles homonymes, voir Cazenave.

a Compétitions nationales et continentales officielles uniquement.

b Matchs officiels uniquement.
Albert Cazenave, né le 7 mars 1902 à Nay (Pyrénées-Atlantiques) et mort le 30 août 1982 à Nay-Bourdettes (Pyrénées-Atlantiques), est un joueur international français de rugby à XV évoluant au poste de troisième ligne aile avec la Section paloise.
Albert Cazenave est une personnalité emblématique de la Section paloise, étant le premier capitaine - béarnais de surcroît - à conduire la Section au titre de champion de France en 1928. Son frère cadet Théo a également marqué l'histoire du club.
Devenu entraîneur, il mène les sectionnistes au titre de champion de France en 1946 en prônant un rugby offensif.
Sous sa présidence, la Section emporte son troisième titre de champion de France en 1964.
En dehors du sportif, Cazenave est un industriel qui confectionnait des bérets et fabriquait des sandales béarnaises.
En reconnaissance de son dévouement, Albert Cazenave est élevé au rang de Chevalier de la Légion d'honneur en 1958. De plus, le stade historique de la Section paloise, le stade de la Croix du Prince, porte son nom depuis 1982, année de son décès, immortilasant son héritage dans l'histoire du club.

## Carrière de joueur (1919-1935)

### Jeunesse et formation
Albert Cazenave naît le 7 mars 1902 à Nay, ville où il grandit. Il commence le rugby à XV en 1919 avec le club de sa ville natale, le Stade nayais en deuxième série. Albert Cazenave est l'aîné de la famille, et son frère Théo est son cadet de 18 ans.

#### Boxeur à Paris

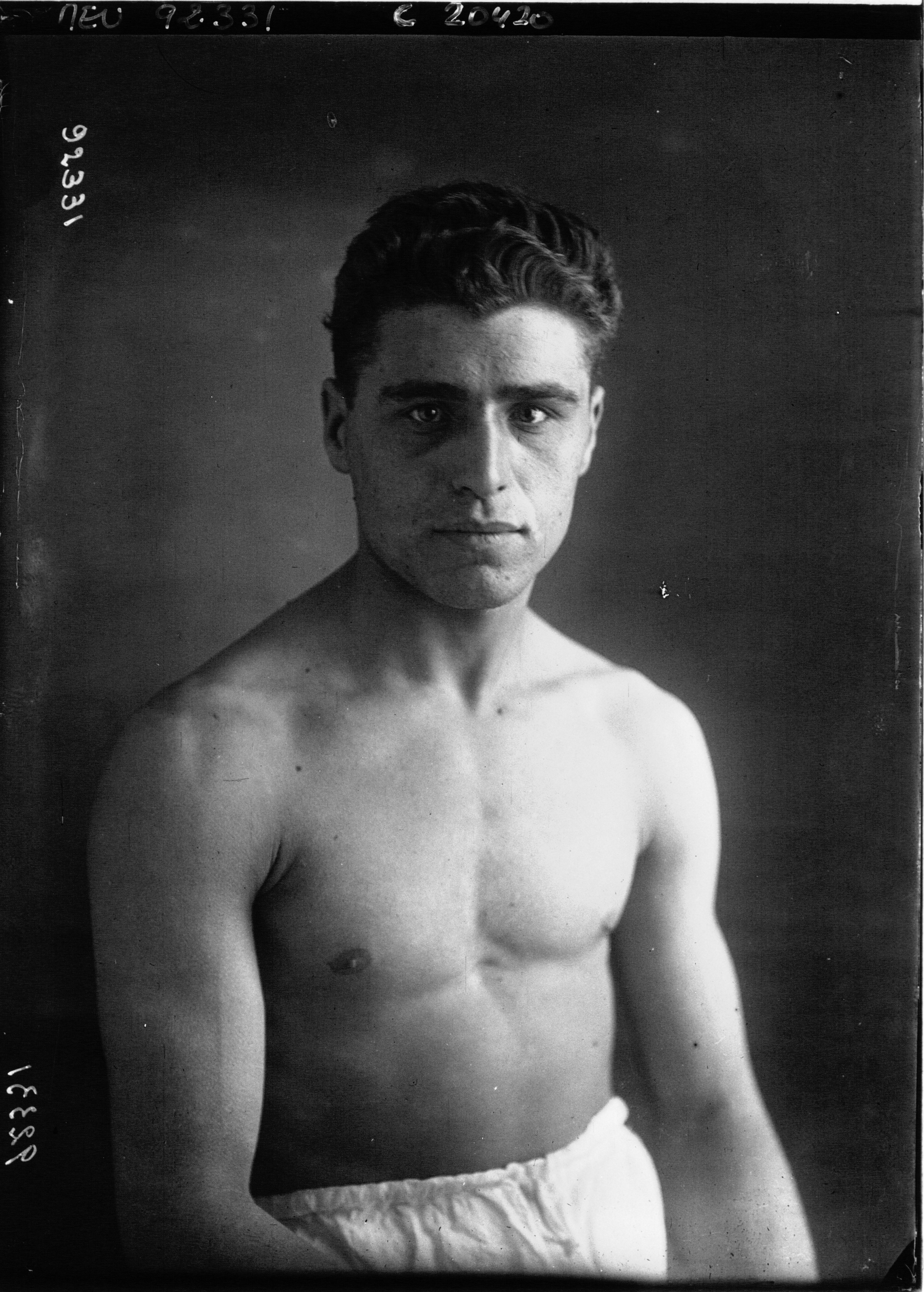
Cazenave en tenue de boxeur.

À l'âge de 18 ans, Albert Cazenave quitte son Béarn natal pour s'installer à  Paris en 1920.
Dans la capitale française, il s'essaye à la boxe et se fait rapidement remarquer. Boxeur de grande classe, il est sélectionné en 1921 à l'école de Robert Eudeline, en compagnie d'Eugène Criqui.
Malgré tous les avantages que l'on fit miroiter à ses yeux, Cazenave reste amateur et remporta avec éclat le titre de champion de Paris inter corporations.

#### Carrière militaire
Devenu militaire, il est muté en 1922 à Toulouse au 2e régiment d'aérostier, stationné caserne Pérignon.

### TOEC et débuts en équipe de France (1922-1925)
Résidant désormais dans la ville rose, Cazenave rejoint les rangs du TOEC où il reste quatre ans. Il atteint la finale du championnat de France militaire, pour une défaite face à Béziers. Au TOEC, Cazenave s'affirme comme l'un des meilleurs troisième lignes aile de sa génération. Ainsi, Cazenave honore sa première sélection en équipe de France en 1924.

### Stade toulousain (1925-1926)
En 1925, Albert Cazenave rejoint les rivaux du Stade toulousain, club plus prestigieux, afin de perdurer en sélection nationale. L'aventure tourne court, même s'il inscrit l'essai victorieux lors de la finale du Championnat de France 1925-1926.

### Section paloise (1926-1935)
Albert Cazenave prend alors la décision de revenir dans sa région natale du Béarn en 1926 pour rejoindre la Section paloise. Cette même année, le club remporta le titre de Champion de la Côte Basque face au Stade hendayais, à une époque où les clubs béarnais évoluaient dans des compétitions communes avec les clubs du Pays basque. En parallèle, Cazenave est devenu propriétaire d'une usine textile fabriquant des bérets dans sa ville natale de Nay, réputée pour son industrie et l'artisanat textile.
En décembre 1926, les All Blacks effectuent une tournée en Europe (en) et reviennent à la Croix du Prince affronter une sélection de Gascogne, composée de joueurs d'Armagnac-Bigorre-Béarn. Cette sélection, menée par la légende de la Section François Récaborde, arbore des maillots blancs bordés de rouge.
Les Maoris sont reçus en grande pompe au Palais d'Hiver, le match suscitant un fort intérêt en Béarn du fait de la présence de joueurs locaux : Robert Sarrade, Edouard Réchède, Fernand Taillantou, François Récaborde mais aussi de Maixent Piquemal, le jeune arrière prometteur du Stadoceste tarbais. Les Maoris s'imposent 11 points (3 essais, 1 but) à 6 (1 essai et 1 but sur coup franc).
Doté d'un leadership charismatique, il fut immédiatement promu capitaine, prenant la suite de Pierre Elichondo, et a confirmé être l'un des meilleurs troisièmes lignes de sa génération. C'est un rôle clé, puisque jusque dans les années 1950, le rôle d’entraîneur est partagé par la capitaine de l'équipe et le président de la commission rugby. Ainsi, Albert Cazenave, prend en charge la direction sportive du club béarnais.
Capitaine charismatique, il reste néanmoins modeste et est réputé pour ses qualités athlétiques hors normes (1,78 mètre pour 84 kilogrammes). Il est décrit par Match l'Intran, supplément sportif de l'Intransigeant comme un «beau garçon».
Sous sa direction, la Section paloise entre dans un nouvel âge d'or, grâce à l'émergence d'un paquet d'avants composé de joueurs tels que François Récaborde, David Aguilar, Joseph Châtelain, Jean Bergalet, Adrien Laborde, Jean Defrançais et Paul Saux.
Les lignes arrières, avec des talents comme Robert Sarrade, Henri Mounès et Fernand Taillantou, ont également brillé par leur flair.
La consécration pour le capitaine Cazenave fut le titre de champion de France en 1928, aux côtés de ses fidèles lieutenants Chatelain, Récaborde et Sarrade.

En tant que joueur, Albert Cazenave à contribuer au succès de la Section paloise jusqu'à sa retraite sportive en 1935. Par la suite, il a endossé les rôles d'entraîneur et de président du club, ajoutant encore à sa légende.

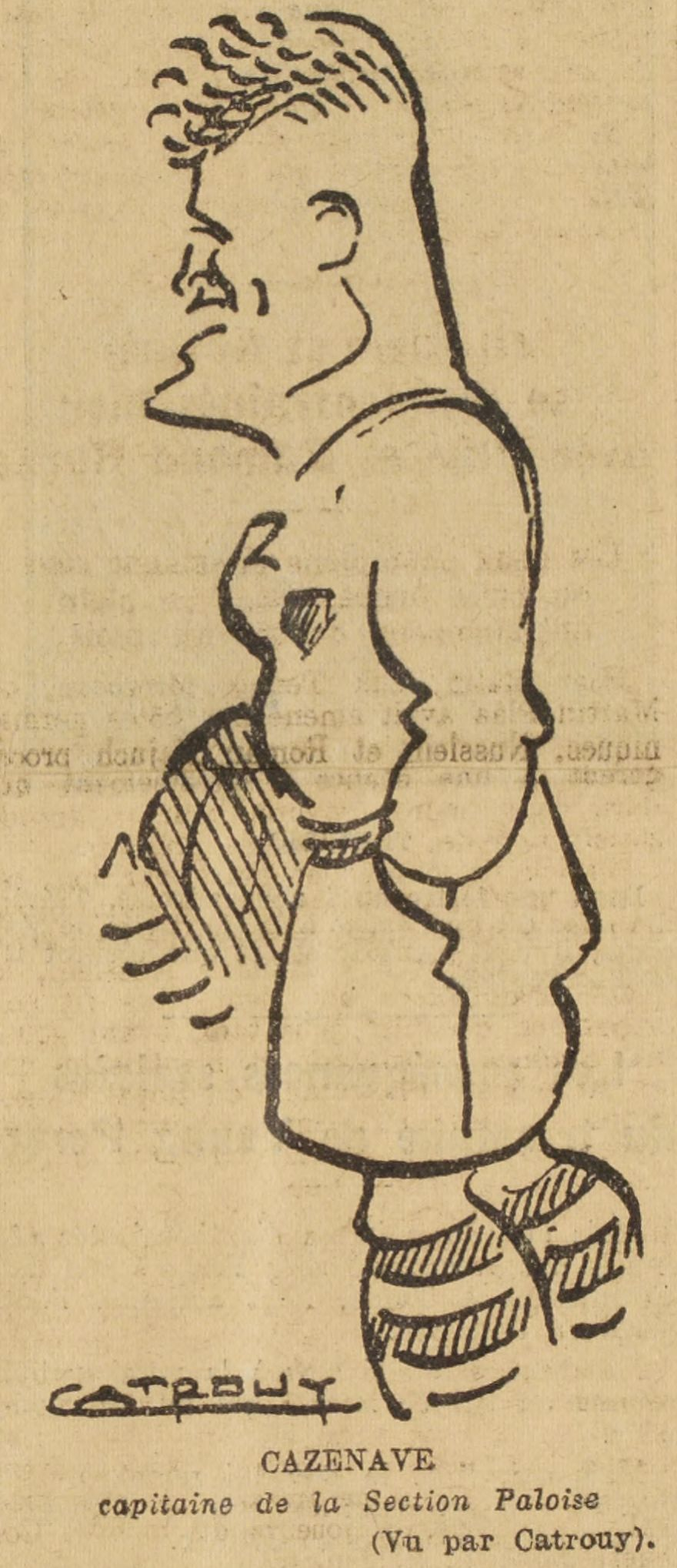
Caricature de Albert Cazenave par Catrouy publiée dans l'Auto en 1931.
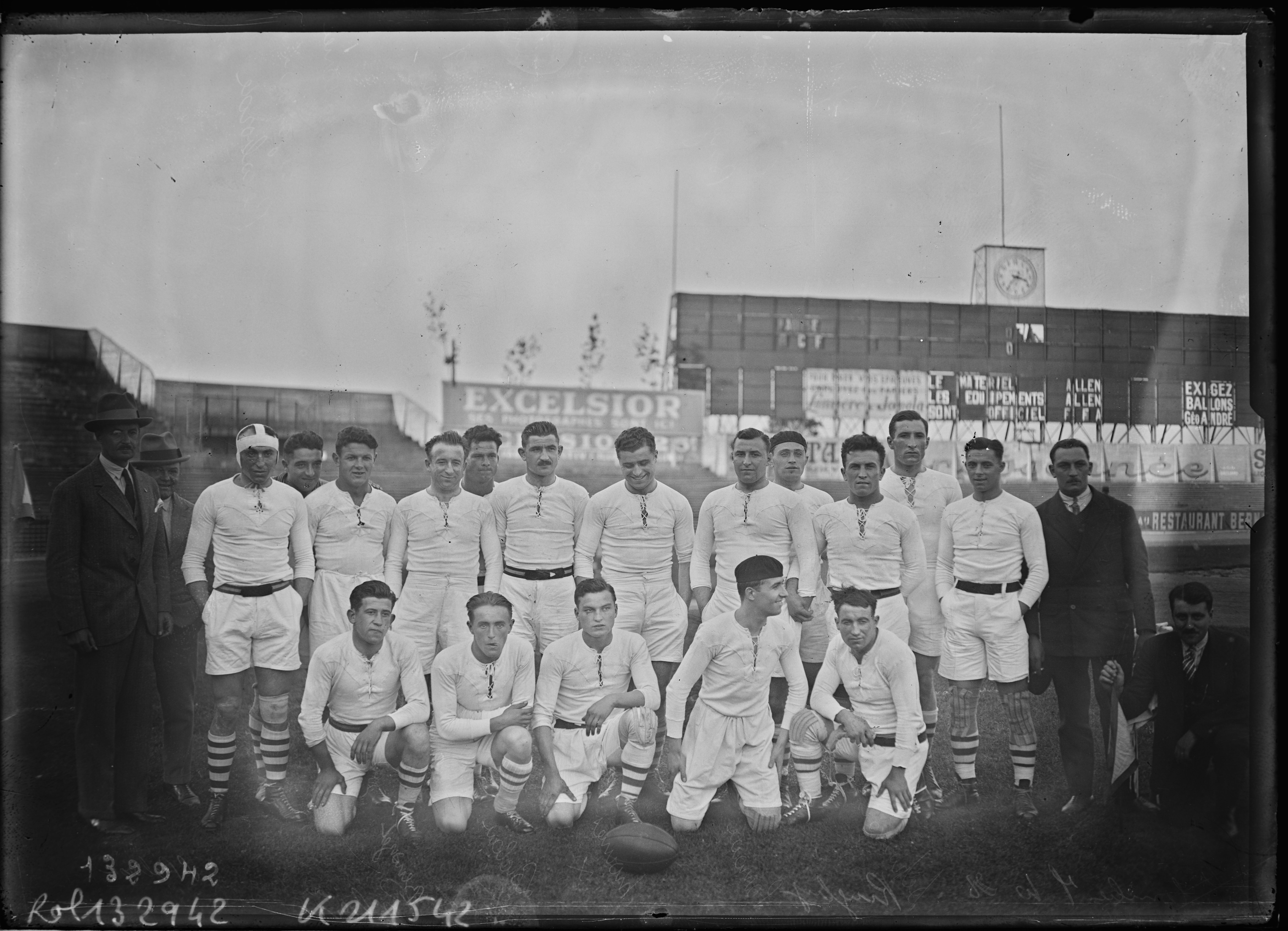
Cazenave, debout et 6e à gauche, au stade de Colombes avec la Section paloise, le 7 octobre 1928.

### Carrière en équipe de France

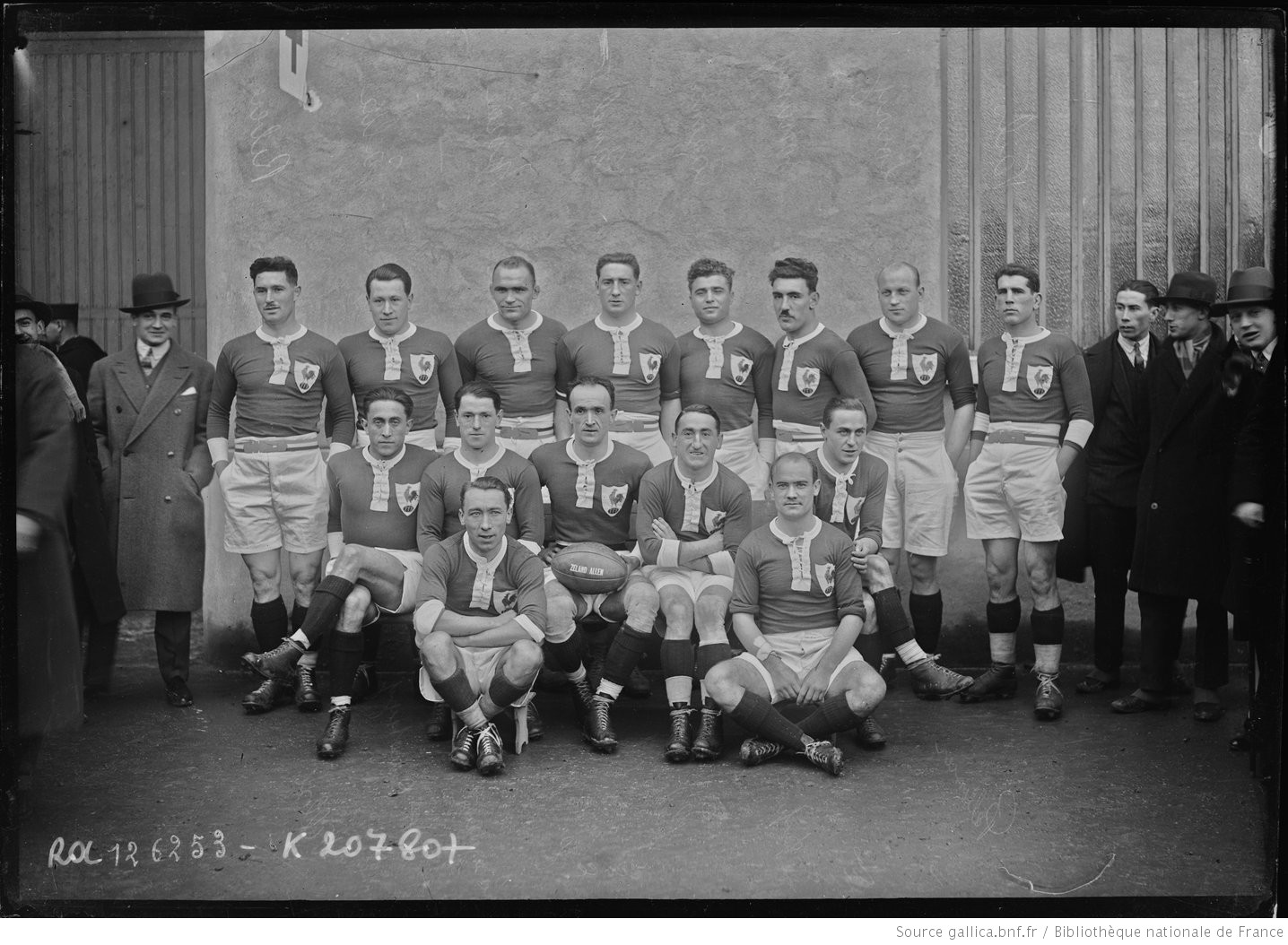
Cazenave en équipe de France en 1928.

Albert Cazenave est le 221e international de l'histoire du XV de France.  
- 5 sélections en équipe de France, de 1927 à 1928 (lors de 2 Tournoi des Cinq Nations, et 2 fois face à l’Allemagne)
- 1er vainqueur de l’Angleterre, en 1927

## Carrière d'entraîneur (1944-1968)

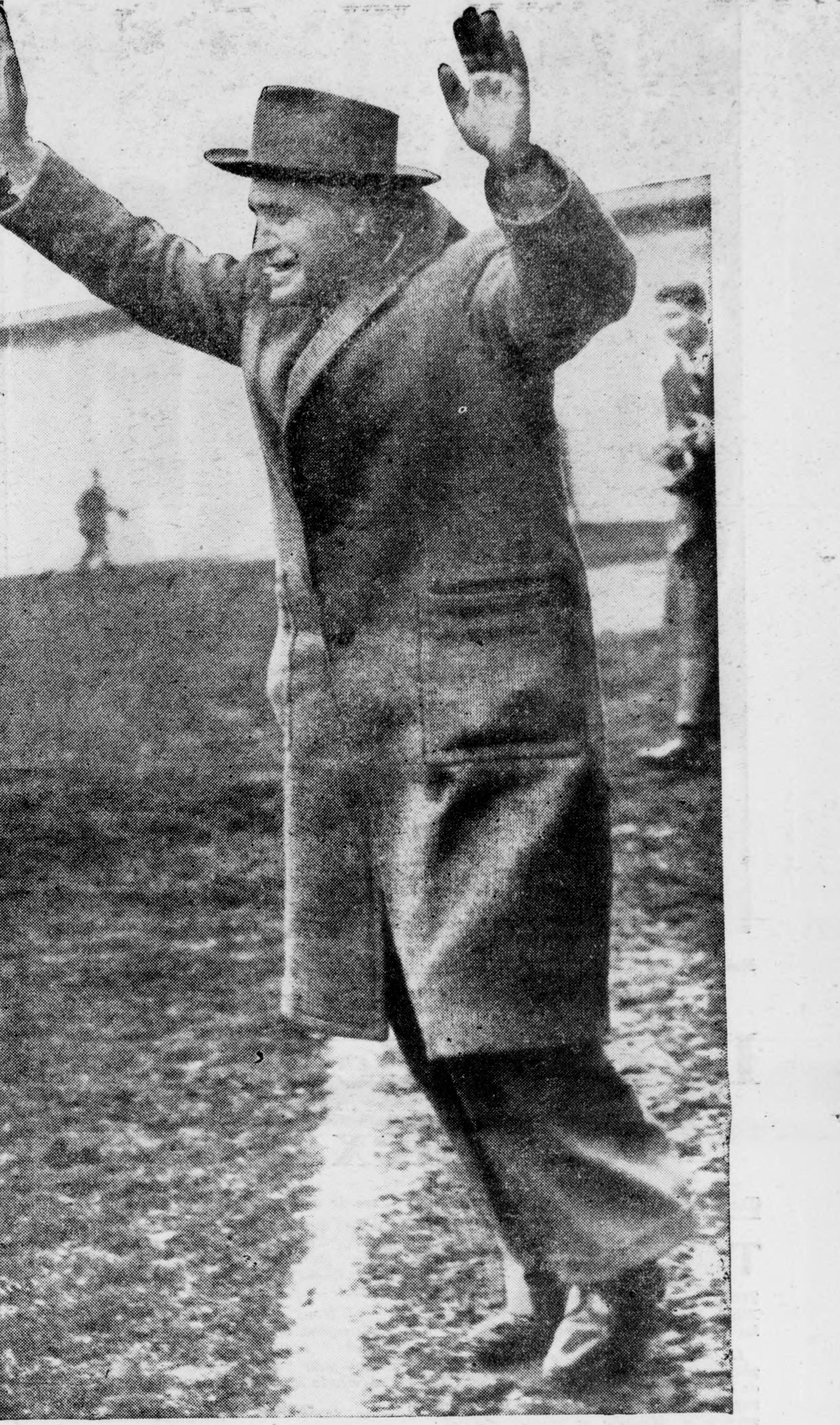
Cazenave lors de la finale de 1946 à Paris.

En 1944, Albert Cazenave prend les rênes de l'équipe première de son club de cœur en tant que président de la commission rugby de la Section paloise. Après la guerre, il initie une nouvelle génération de joueurs talentueux, perpétuant ainsi la tradition de jeu caractéristique de Pau. Il confie de grandes responsabilités à son frère cadet Théo Cazenave ainsi qu'aux vétérans Auguste Lassalle et André Rousse, tout en prônant un style de rugby basé sur le mouvement et les prises d'intervalles. Cette approche met en lumière les jeunes joueurs et contribue à la renommée croissante de la Section dans le rugby français.
Cette nouvelle génération de joueurs prometteurs, emmenée par une ligne de trois-quarts au flair notoire, comprenant  Jean Estrade, Pierre Lauga, René Desclaux, Robert Duthen et Jean Carmouze, le remporte le championnat de France 1945-1946,. Le pack d'avants est solidement constitué autour de figures telles que Paul Moncassin, Lucien Martin, Henri Larrat, Pierre Aristouy, Édouard Salsé, Jean Lauga, Paul Theux, André Rousse.

## Présidence de la Section paloise (1952-1968)
Albert Cazenave devient président de la Section en 1952 jusqu'en 1968. Le troisième Brennus de la Section paloise en 1964 sous sa direction permet de concrétiser l'aventure d'une équipe composée de plusieurs figures emblématiques du club. Au premier rang on retrouve le capitaine et troisième ligne François Moncla, celui-ci a déjà été champion avec le Racing mais a perdu sa place en équipe de France, cette victoire constitue un dernier coup d'éclat pour ce grand personnage du sport français et béarnais. Il est accompagné par le deuxième ligne international Jean-Pierre Saux, qui obtient enfin la récompense de tous ses efforts à 36 ans. À côté de ce paquet d'avants d'expérience, de jeunes talents s'expriment dans les lignes arrière à l'image de l'ouvreur Nano Capdouze qui marque les deux essais de la finale contre Béziers. Il est alors considéré comme le meilleur ouvreur français.
Sous sa direction, le club révèle Robert Paparemborde.

## Postérité
L'ancien stade de la Section paloise, le stade de la Croix du Prince porte officiellement son nom depuis 1982.

## Palmarès

### Joueur
- Vainqueur du Championnat de France en 1926 avec le Stade toulousain et en 1928 avec la Section paloise.

### Entraîneur
- Vainqueur du Championnat de France en 1946 avec la Section paloise.
- Finaliste de la Coupe de France en 1946 avec la Section paloise.

## Décorations
- Chevalier de la Légion d'honneur le 18 août 1960[29].